# Aloha (film 1931)
Aloha è un film del 1931 diretto da Albert S. Rogell che aveva come interpreti principali Ben Lyon e Raquel Torres.
È il remake (rivisitato e corretto) di Aloha Oe, film del 1915 prodotto da Thomas H. Ince cui si doveva anche la sceneggiatura del film muto. Thomas H. Ince Jr. riprese la storia ambientata nei mari del sud e il cui titolo è ispirato alla canzone Aloha ʻOe composta dall'ultima regina delle Hawaii, Liliuokalani.

## Trama
In un'isola dei mari del sud, Ilanu, una ragazza meticcia, si rifiuta di sposare Kahea, un uomo della sua tribù, perché innamorata di Jimmy Bradford, un giovane che si trova sull'isola ormai da un anno per supervisionare la produzione di copra commerciata da suo padre. Ilanu trova solo Jimmy e gli parla, ma si rende conto che lui non ha alcun interesse per lei, mentre invece prova nostalgia per la sua vita negli Stati Uniti. Il vecchio Ben, che si vanta di avere conseguito tre lauree a Harvard, avverte Jimmy di non lasciarsi coinvolgere da un'indigena, indicando i suoi sei figli meticci e citando Kipling. Costretta dal nonno, che le ha ordinato di danzare in una cerimonia rituale, Ilanu dapprima obbedisce, ma poi si rifiuta di continuare nonostante il nonno le ricordi il destino amaro di sua madre che, per avere voluto amare un bianco, è finita tra le braccia della dea del fuoco. Allontanata dai suoi, Ilanu viene aggredita da un marinaio, ma interviene a difenderla Jimmy che la porta a casa sua. Stanno quasi per baciarsi, quando, uno che li vede, li rimprovera. Jimmy manda via in malo modo la ragazza per pentirsi quasi subito: le corre dietro e, sulla spiaggia, i due si dichiarano il loro amore reciproco. Dopo sposati, il giovane porta Ilanu con sé a San Francisco. Durante una festa, Winnie, la sorella di Jimmy, convince Ilanu a danzare ma la danza scandalizza gli americani, soprattutto i Parker, possibili investitori della compagnia dei Bradford. Il padre di Jimmy vuole far annullare il matrimonio del figlio, ma i due sposi tornano sull'isola dove trovano un lavoro. Kahea giunge con la notizia che il nonno, prima di morire, ha perdonato Ilanu, lasciandole delle perle mentre Jimmy, parte per gli Stati Uniti dove suo padre è in fin di vita. Rilevata l'azienda paterna, Jimmy ritorna dalla famiglia insieme alla sorella. Winnie, però, dopo qualche tempo, licenzia la bambinaia assunta da Ilanu e poi, durante una crociera, fa ubriacare Ilanu così che, quando il piccolo Junior cade nell'oceano (verrà salvato da Elaine, cara amica di Jimmy), suo fratello se la prende con la moglie, vietandole di avvicinarsi al bambino. Disperata, Ilanu sente i commenti degli altri ospiti che la reputano un pericolo per il futuro di Junior. Vedendo l'isola con il vulcano avvicinarsi, prende un'imbarcazione dirigendosi verso terra. Kahea si mette a cantare Aloha 'Oe, dicendo a Jimmy che Ilanu sta per unirsi a sua madre. Jimmy corre dietro alla moglie su un motoscafo, ma non riesce ad arrivare in tempo. Junior, intanto, rimasto con Elaine - che aveva spinto Jimmy ad andare a cercare la moglie - chiede di sua madre, poi si mette a giocare.

## Produzione
Il film fu prodotto dalla Rogell Productions, Ltd. In alcune scene, venne usato l'USS Sultana (SP-134), uno degli yacht più famosi dell'epoca che aveva partecipato anche alla prima guerra mondiale come nave appoggio

## Distribuzione
Distribuito dalla Tiffany Productions, il film uscì nelle sale statunitensi il 27 aprile 1931. Nel Regno Unito, prese il titolo No Greater Love, in Grecia quello di Havaneziko tragoudi.